# Pierre Bezuchov
Pëtr Kirillovič Bezuchov, quasi sempre indicato come Pierre (in russo Пьер Безухов, Пётр Кириллович Безухов?) è uno dei protagonisti nel romanzo Guerra e pace di Lev Tolstoj.

## Ruolo nella storia
All'inizio della vicenda Pierre, figlio illegittimo del conte Kirill Vladimirovič Bezuchov che sta morendo a causa di un ictus, è recentemente tornato in Russia per cercare una professione dopo aver terminato gli studi in Francia. Viene presentato come un personaggio goffo e fuori luogo nell'alta società russa che ha cominciato a frequentare. Pierre, sebbene intelligente, non è dominato dalla ragione, e ciò lo porta a finire in un gruppo di giovani sregolati.
Quindi si sposa con Hélène, la bella e immorale figlia del principe Kuragin. Poco dopo il matrimonio i rapporti tra i due si guastano e iniziano a frequentare la società prevalentemente per conto proprio. Le voci di presunti amanti sono molteplici.  Preso dalla gelosia ne affronta uno a duello; si tratta di Dolochov, un militare. Nonostante Pierre non abbia mai impugnato una pistola riesce a vincere il duello ferendo l'avversario a un fianco. La paura di averlo colpito a morte e, in seguito, i rimorsi per le sofferenze causate lo logoreranno. Con la moglie si accorda per la separazione, lasciandole circa metà del patrimonio. Mentre è sommerso dai dubbi e da varie riflessioni sulla vita, si imbatte nei massoni, diventandone un confratello. Così, pieno di buone intenzioni, Pierre cerca di liberare i suoi contadini e servi della gleba, ma viene imbrogliato dai suoi amministratori e non ottiene alcun risultato per migliorare le loro condizioni, e ciò accade pure per i suoi fondi agrari. Di ritorno da un viaggio in un suo possedimento in Ucraina si ferma a casa di Andrej Bolkonskij, recentemente rimasto vedovo, con un figlio piccolo e reduce dalla disfatta di Austerlitz.
Dopo un periodo di grande impegno materiale, organizzativo ed economico nella massoneria segue la disillusione, dovuta principalmente dall'atteggiamento dei confratelli che vengono meno agli ideali massonici. Ricomincia a fare vita dissoluta, crapulando (mangiare e bere smoderatamente) e frequentando donne. A causa di una visione ideale ed idealista della guerra desidera assistere ad una battaglia, l'occasione si presenta con lo scontro di Borodino, sfruttando la sua posizione si fa introdurre tra gli ufficiali durante i preparativi della battaglia. Qui incontra di nuovo Andrej che è irritato dalla sua presenza, è l'ultima volta che lo vede. Assiste agli scontri da una distanza particolarmente ravvicinata, posizionandosi dietro agli addetti di una batteria di cannoni russa. Se inizialmente non si rende conto della situazione, anche a causa della disinvoltura e apparente tranquillità dei soldati occupati a guerreggiare, alla fine degli scontri, vedendo morti e feriti, avrà finalmente contezza della realtà bellica.
Durante i giorni dell'abbandono di Mosca, Pierre rimane indeciso sul da farsi (anche a causa del comportamento di Rostopčin) e infine rimane in città nella casa però di un suo conoscente sfollato. Quivi progetta di assassinare Napoleone e si procura una pistola. Non riesce nell'intento poiché una volta uscito in strada viene arrestato per aver difeso una donna che veniva derubata dai francesi. Durante la prigionia fa conoscenza col soldato Karataev, un contadino coscritto; il carattere pacifico e l'eloquio di questi suscitano in Pierre una particolare ammirazione. A dispetto delle privazioni e del freddo, quel periodo sarà per Pierre uno dei più felici della sua vita. Quando i francesi partono in ritirata da Mosca è costretto a seguirli, durante la marcia Karataev si ammala e viene fucilato perché non può rimanere al passo colla colonna in ritirata. Durante un accampamento verrà liberato da un gruppo partigiano guidato da Denisov, nello scontro trova la morte Petja Rostov.
Una volta scacciato il nemico, Pierre si ritrova vedovo (Elena muore di angina) e rincontra Nataša libera da ogni impegno a causa della morte di Andrej Bolkonskij. Nell'epilogo del libro Pierre e Nataša sono sposati e hanno tre figli.

## Analisi del personaggio
Pierre è uno dei personaggi più interessanti e il più complesso del romanzo, e soprattutto incarna un tema profondo e universale, ovvero l'eterna ricerca, il trovare una risposta alle domande che affliggono l'uomo, e il conflitto tra la realtà esterna, storica, e la continua tendenza dell'individuo al perfezionamento spirituale.

## Filmografia
- 1956: Guerra e pace (War and Peace) di King Vidor
- 1967: Guerra e pace di Sergej Fëdorovič Bondarčuk
- 1972: Guerra e pace (War and Peace) di John Davies
- 2007: Guerra e pace di Robert Dornhelm
- 2016: Guerra e pace (War and Peace) di Tom Harper